# 克拉馬斯營 (加利福尼亞州)
克拉馬斯營（英語：Camp Klamath）是位於美國加利福尼亞州德爾諾特縣的一個非建制地區。該地的面積和人口皆未知。

## 地理
克拉馬斯營的座標為41°32′25″N 124°02′59″W / 41.54028°N 124.04972°W，而該地的平均海拔高度為7米（即23英尺）。